# Nilo (Cundinamarca)
Nilo é um município da Colômbia, localizado na província Alto Magdalena, departamento de Cundinamarca.